# Patrick Maynard Stuart Blackett
Patrick Maynard Stuart Blackett, Barão de Blackett OM CH FRS (Londres, 18 de novembro de 1897 — Londres, 13 de julho de 1974) foi um físico britânico. Também fez uma grande contribuição para aconselhar a Segunda Guerra Mundial sobre a estratégia militar e desenvolvimento de pesquisa operacional. Suas visões de esquerda viram uma saída para o desenvolvimento do terceiro mundo e na influência política no governo trabalhista da década de 1960.

Recebeu em 1948 o Nobel de Física, pelo desenvolvimento do método da Câmara de Wilson e por descobertas no campo da física nuclear e radiações cósmicas.
Participou da 7ª e 8ª Conferência de Solvay.